# Chaoilta maculifrons
Chaoilta maculifrons är en stekelart som beskrevs av Cameron 1904. Chaoilta maculifrons ingår i släktet Chaoilta och familjen bracksteklar. Inga underarter finns listade i Catalogue of Life.